# 汪梅鼎
汪梅鼎（1755年—1815年），號浣雲、又号映琴，安徽休寧縣人。

## 生平
乾隆五十八年（1893年）進士。以知縣分發，捐郎中。授禮部主客司郎中。嘉庆十七年（1812年）改浙江道監察御史。平生好飲酒，善鼓琴，詩、書、畫等，無一不工。有《澣雲詩鈔》八卷，并纂嘉慶《海州直隸州志》32卷。